# Kathy Griffin
Kathleen Mary Griffin, detta Kathy (Oak Park, 4 novembre 1960), è un'attrice, personaggio televisivo e comica statunitense.

## Biografia
Nata e cresciuta ad Oak Park, un sobborgo di Chicago (nell'Illinois), in una famiglia di religione cattolica e d'origini irlandesi, si trasferì a Los Angeles (in California) nel 1978 per studiare recitazione al Lee Strasberg Theatre and Film Institute. Negli anni novanta ha iniziato l'attività di comica e poi contestualmente quella di attrice in televisione. In particolare è diventata famosa per la sua presenza nella serie televisiva Susan (1996-2000). È stata inoltre protagonista del reality show Kathy Griffin: My Life on the D-List, andato in onda dal 2005 al 2010 su Bravo. Grazie a questo lavoro ha vinto due Primetime Emmy Awards. Ha pubblicato sei comedy album a partire dal 2008.

### Lo scandalo della rappresentazione di Trump decapitato
La Griffin è stata al centro di una violenta polemica per un servizio fotografico in cui l'attrice si faceva ritrarre con in mano la testa decapitata del presidente americano Donald Trump. La foto ha scatenato molte reazioni negative a partire dallo stesso presidente; la figlia di Hillary Clinton, Chelsea ha definito la foto "vile e sbagliata". Lo scandalo suscitato ha spinto la Griffin a scusarsi pubblicamente: "Chiedo il vostro perdono"
Il 31 maggio 2017 la CNN ha annunciato l'interruzione del rapporto con la Griffin che non sarà confermata come co-conduttrice del programma di Capodanno, proprio a causa dello scandalo delle foto definite da un portavoce della CNN "disgustose e offensive".

## Filmografia parziale

### Attrice

#### Cinema
- I magnifici sette nello spazio (Battle Beyond the Stars), regia di Jimmy T. Murakami e Roger Corman (1980)
- Strade di fuoco (Streets of Fire), regia di Walter Hill (1984)
- Horror Baby (The Unborn), regia di Rodman Flender (1991)
- Shakes the Clown, regia di Bobcat Goldthwait (1991)
- Pulp Fiction, regia di Quentin Tarantino (1994)
- Four Rooms, registi vari (1996)
- Il rompiscatole (The Cable Guy), regia di Ben Stiller (1996)
- Safe Sex (Trojan War), regia di George Huang (1997)
- Dill Scallion, regia di Jordan Brady (1999)
- I Muppets venuti dallo spazio (Muppet from Space), regia di Tim Hill (1999)
- The Intern, regia di Michael Lange (2000)
- Beethoven 5, regia di Mark Griffiths (2003)
- Dirty Love - Tutti pazzi per Jenny (Dirty Love), regia di John Asher (2005)
- Romantica Jeana (Her Minor Thing), regia di Charles Matthau (2005)
- Summertime - Sole, cuore... amore (Love Wrecked), regia di Randal Kleiser (2005)
- Libera uscita (Hall Pass), regia di Peter e Bobby Farrelly (2011)

#### Televisione
- Willy, il principe di Bel-Air (The Fresh Prince of Bel-Air) - serie TV, episodio 1x04 (1990)
- Dream On - serie TV, episodio 4x02 (1993)
- Innamorati pazzi (Mad About You) - serie TV, episodio 4x09 (1995)
- Ellen - serie TV, episodio 3x15 (1995)
- E.R. - Medici in prima linea (ER) - serie TV, 1 episodio (1996)
- Caroline in the City - serie TV, episodio 1x19 (1996)
- Susan - serie TV, 93 episodi (1996-2000)
- Saturday Night Special - serie TV, 4 episodi (1996)
- X-Files (The X-Files) - serie TV, episodio 20x07 (2000)
- Squadra Med - Il coraggio delle donne (Strong Medicine) - serie TV, episodio 2x13 (2001)
- Il tempo della nostra vita (Days of Our Lives) - soap opera, 1 puntata (2005)
- Ugly Betty - serie TV, episodio 1x13 (2007)
- Privileged - serie TV, episodio 1x18 (2009)
- Law & Order - Unità vittime speciali (Law & Order: Special Victims Unit) - serie TV, episodio 11x13 (2010)
- The Defenders - serie TV, episodio 1x17 (2011)
- Glee - serie TV, episodio 2x16 (2011)
- Drop Dead Diva - serie TV, episodio 3x08 (2011)
- Whitney - serie TV, episodio 1x13 (2012)
- You - serie TV, episodio 2x06 (2019)

#### Reality Show
- America's Next Top Model - serie TV, episodio 17x07 (2011)
- Fashion Police - serie TV, 8 episodi (2015)

#### Videoclip
- The Real Slim Shady di Eminem (2000)

### Doppiatrice
- Dilbert serie animata, 18 episodi (1999-2000)
- I Simpson (The Simpsons) - serie animata, 1 episodio (2001)
- Le nuove avventure di Scooby-Doo - serie animata, 1 episodio (2003)
- Spider-Man: The New Animated Series - serie animata, 2 episodi (2003)
- Shrek e vissero felici e contenti (Shrek Forever After), regia di Mike Mitchell (2010)
- Le avventure di Sammy, regia di Ben Stassen (2010)
- American Dad! - serie animata, episodio 7x16 (2011)

## Doppiatrici italiane
- Francesca Fiorentini in Susan
- Anna Rita Pasanisi in I Muppets venuti dallo spazio
- Jasmine Laurenti in Beethoven 5
- Paola Giannetti in Dirty Love - Tutti pazzi per Jenny
- Monica Gravina in Law & Order - Unità vittime speciali